# Cahagnolles
Cahagnolles ist eine französische Gemeinde im Département Calvados in der Region Normandie (vor 2016 Basse-Normandie) mit 253 Einwohnern (Stand 1. Januar 2022). Sie gehört zum Arrondissement Bayeux und zum Kanton Trévières. Die Einwohner werden Cahagnollais genannt.

## Geografie
Cahagnolles liegt etwa 27 Kilometer südsüdwestlich von Bayeux. Umgeben wird Cahagnolles von den Nachbargemeinden Saint-Paul-du-Vernay im Norden, Aurseulles im Osten, Livry und Sainte-Honorine-de-Ducy im Süden, Foulognes im Südwesten sowie Planquery im Westen.

## Bevölkerungsentwicklung
| 1962                       | 1968 | 1975 | 1982 | 1990 | 1999 | 2006 | 2019 |
| -------------------------- | ---- | ---- | ---- | ---- | ---- | ---- | ---- |
| 252                        | 216  | 160  | 148  | 172  | 177  | 210  | 252  |
| Quellen: Cassini und INSEE |      |      |      |      |      |      |      |

## Sehenswürdigkeiten
- Kirche Saint-Pierre
- Schloss Vercreuil aus dem 17. Jahrhundert

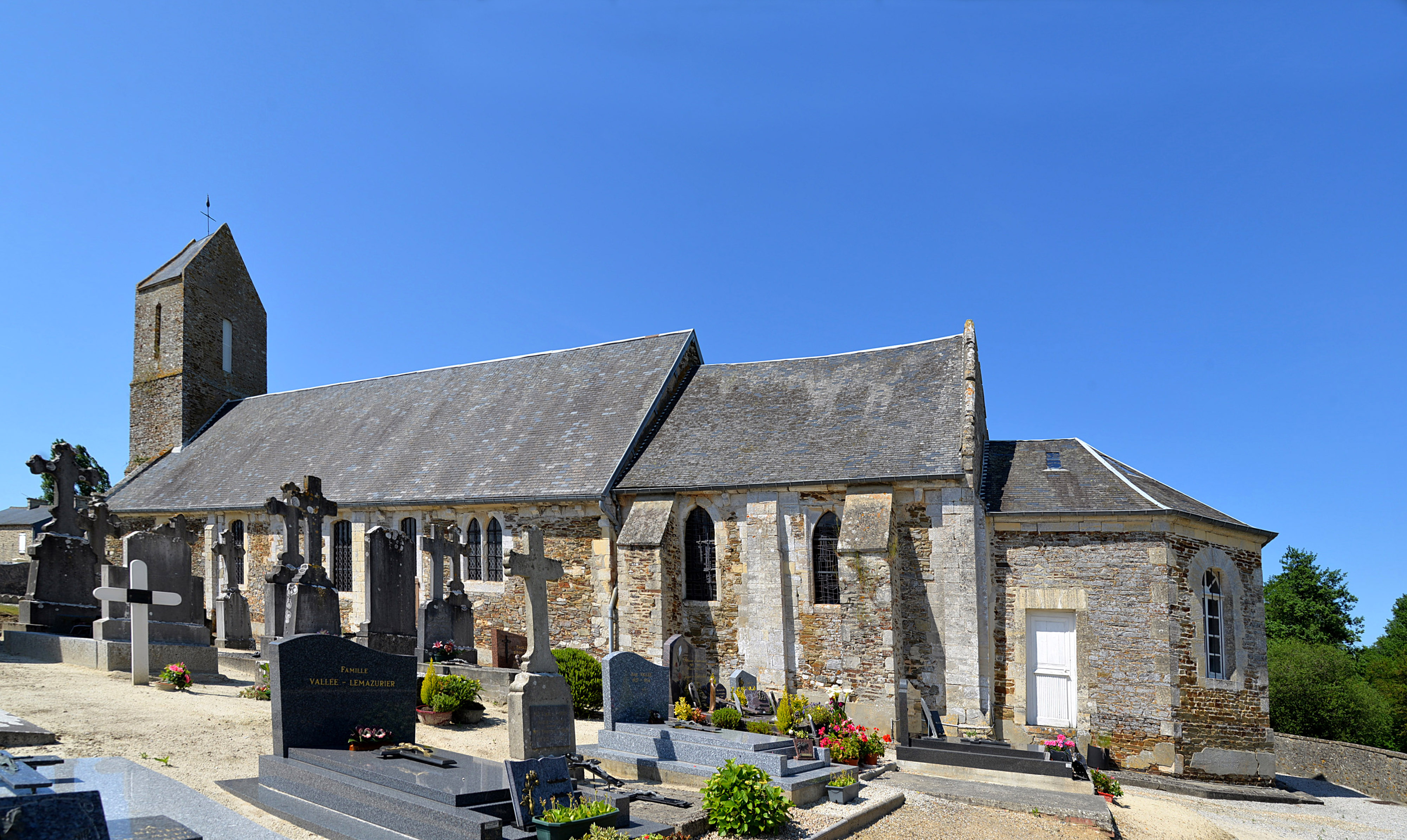
Kirche Saint-Pierre